# Fitchburg Art Museum
Le Fitchburg Art Museum (FAM) est un musée d'art régional basé à Fitchburg, dans le comté de Worcester, dans le Massachusetts, aux États-Unis.

## Description

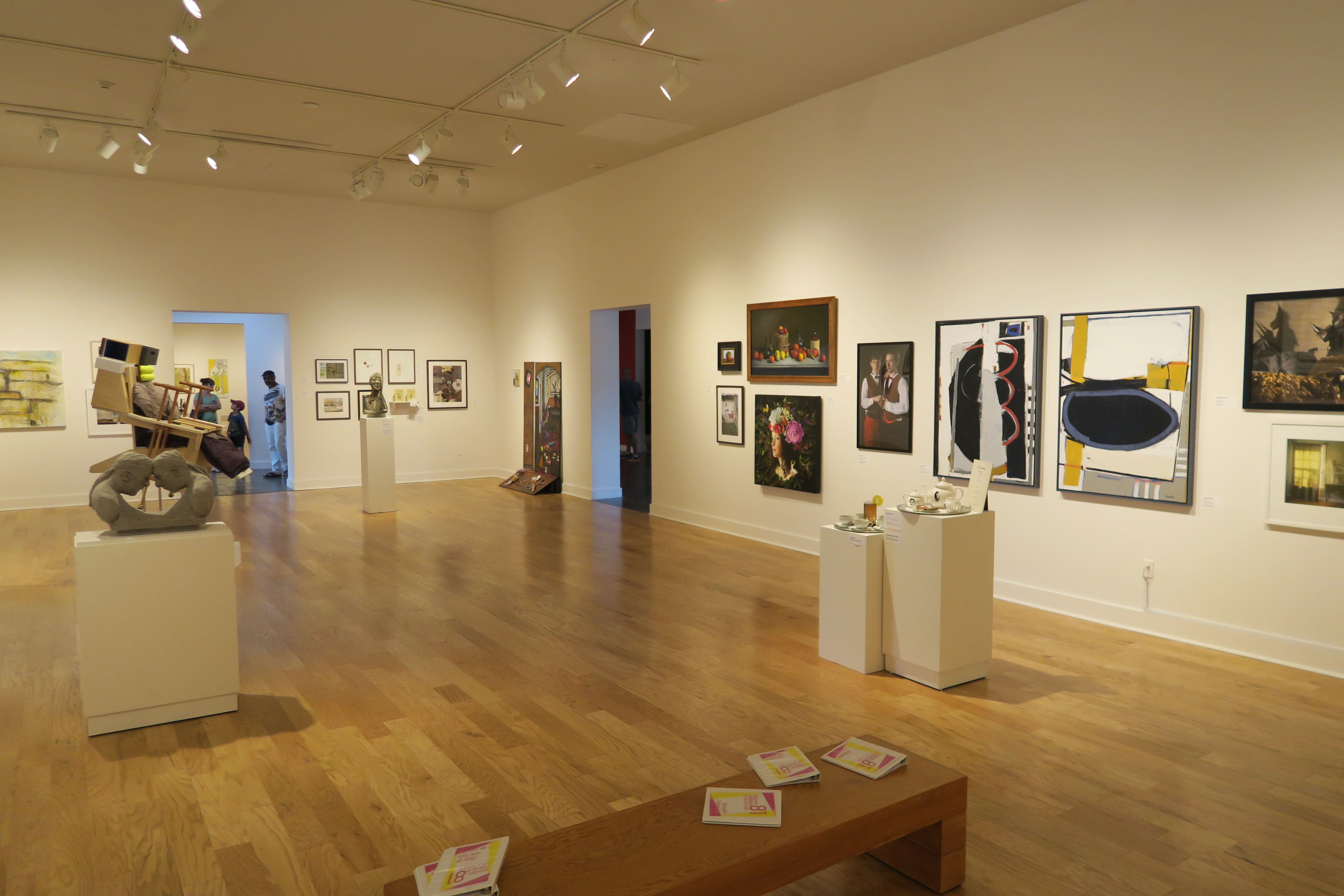
Intérieur du musée en 2016

Le Fitchburg Art Museum dessert les villes de Fitchburg et de Leominster, ainsi que les communautés environnantes du centre-nord du Massachusetts et du sud du New Hampshire. FAM a été fondée en 1925 ou en 1927 grâce à un legs de l'artiste, collectionneuse et éducatrice Eleanor Norcross. Le musée a été conçu par Mary Almy. En 1929, le Fitchburg Art Center ouvre ses portes selon les déclarations officielles du musée. Il sera ensuite rebaptisé Fitchburg Art Museum en 1951.
Son complexe de quatre bâtiments interconnectés, d'une superficie de plus de 20,000 pieds carrés (1,8580608 m2) d'espace d'exposition, présente des expositions de ses collections d'histoire de l'art ainsi que des expositions spéciales d’œuvres prêtées axées sur l'art contemporain régional. La collection du musée comprend la photographie américaine et l'art africain en général, y compris l'art égyptien antique. La collection égyptienne est présentée dans une galerie interactive conçue pour les familles et les groupes scolaires.
En 2012, FAM a lancé son programme tournant d'expositions d'artistes contemporains de la Nouvelle-Angleterre, reliant ainsi la force de ses collections historiques aux pratiques de l'art contemporain. Il y a également une exposition annuelle présentant les travaux récents de nombreux artistes vivants de la Nouvelle-Angleterre, y compris de nombreuses œuvres d'art à vendre. Chaque exposition temporaire est accompagnée d'une exposition pédagogique interactive dans le Learning Lounge, où les visiteurs, petits et grands, peuvent découvrir ce qu'ils voient dans les galeries et mieux comprendre leurs propres réactions face aux expositions.

## Initiative bilingue

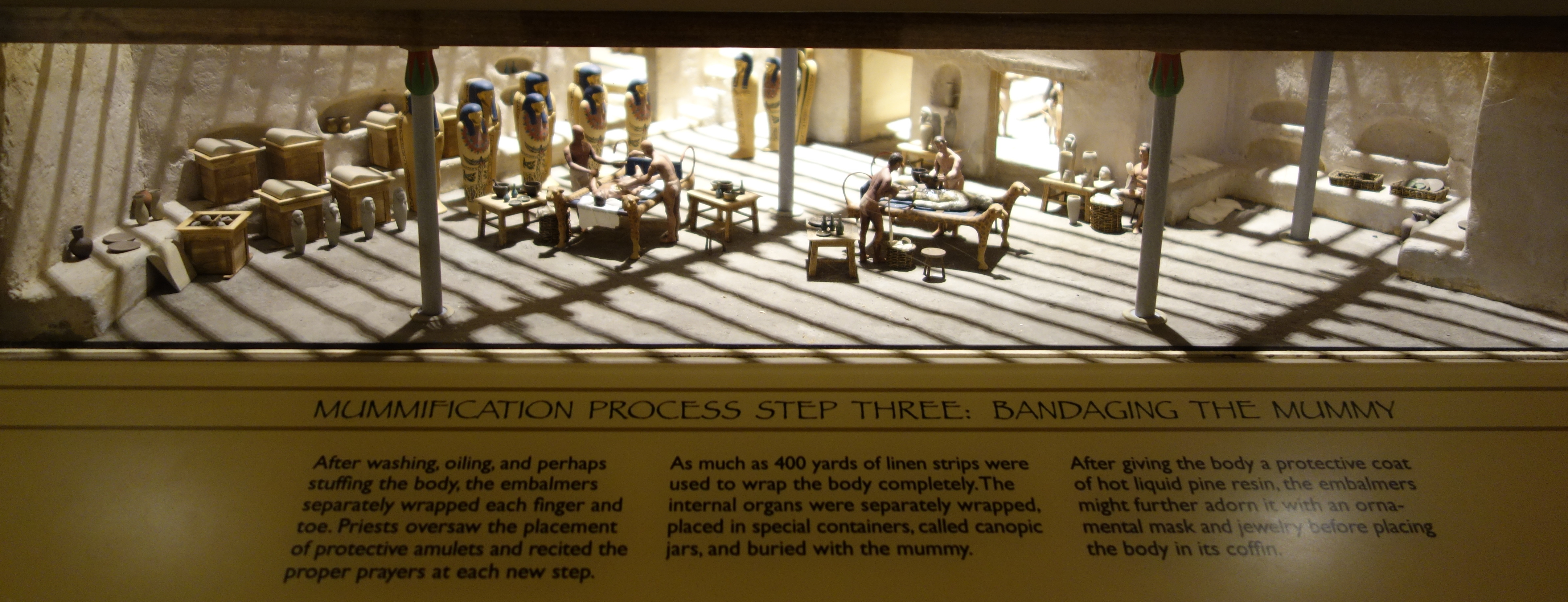
Œuvre de momification au Fitchburg Art Museum

FAM continue de travailler pour devenir le premier musée d'art entièrement bilingue (anglais/espagnol) de la Nouvelle-Angleterre. À l’avenir, toutes les nouvelles présentations de la collection permanente, les expositions temporaires et les espaces éducatifs associés dans la galerie seront accompagnés de textes pédagogiques et d’étiquettes d’objets bilingues. FAM a également embauché une réceptionniste bilingue et offre l'entrée gratuite à tous ses voisins du quartier 4B de Fitchburg, un quartier à prédominance latino-américaine. Alors que FAM continuera de développer ce programme au cours des prochaines années, le Musée cherchera à ajouter des documents imprimés bilingues, un site Web, des médias sociaux et des visites guidées. FAM est assisté dans cet effort par un comité consultatif local de la communauté latino-américaine et par la Cleghorn Neighborhood Association, la principale organisation de services pour les communautés latino-américaines et d'immigrants latino-américains de Fitchburg.
Cette initiative de musée bilingue découle de l'objectif de FAM de devenir l'un des meilleurs musées communautaires des États-Unis. À Fitchburg, 39 % de la population actuelle est latino (principalement originaire de Porto Rico, de la République dominicaine et de l'Uruguay ) et 55 % des enfants inscrits dans les écoles publiques de Fitchburg proviennent de foyers où l'espagnol est la langue principale. Cette démographie est en croissance et dépasse de loin les pourcentages du Massachusetts et du pays pour la population latino-américaine. Le Fitchburg Art Museum a l'intention de servir tous les habitants de Fitchburg et s'est lancé dans l'initiative du musée bilingue pour offrir un enrichissement culturel et éducatif à tous.

Quelques œuvres de la collection du musée
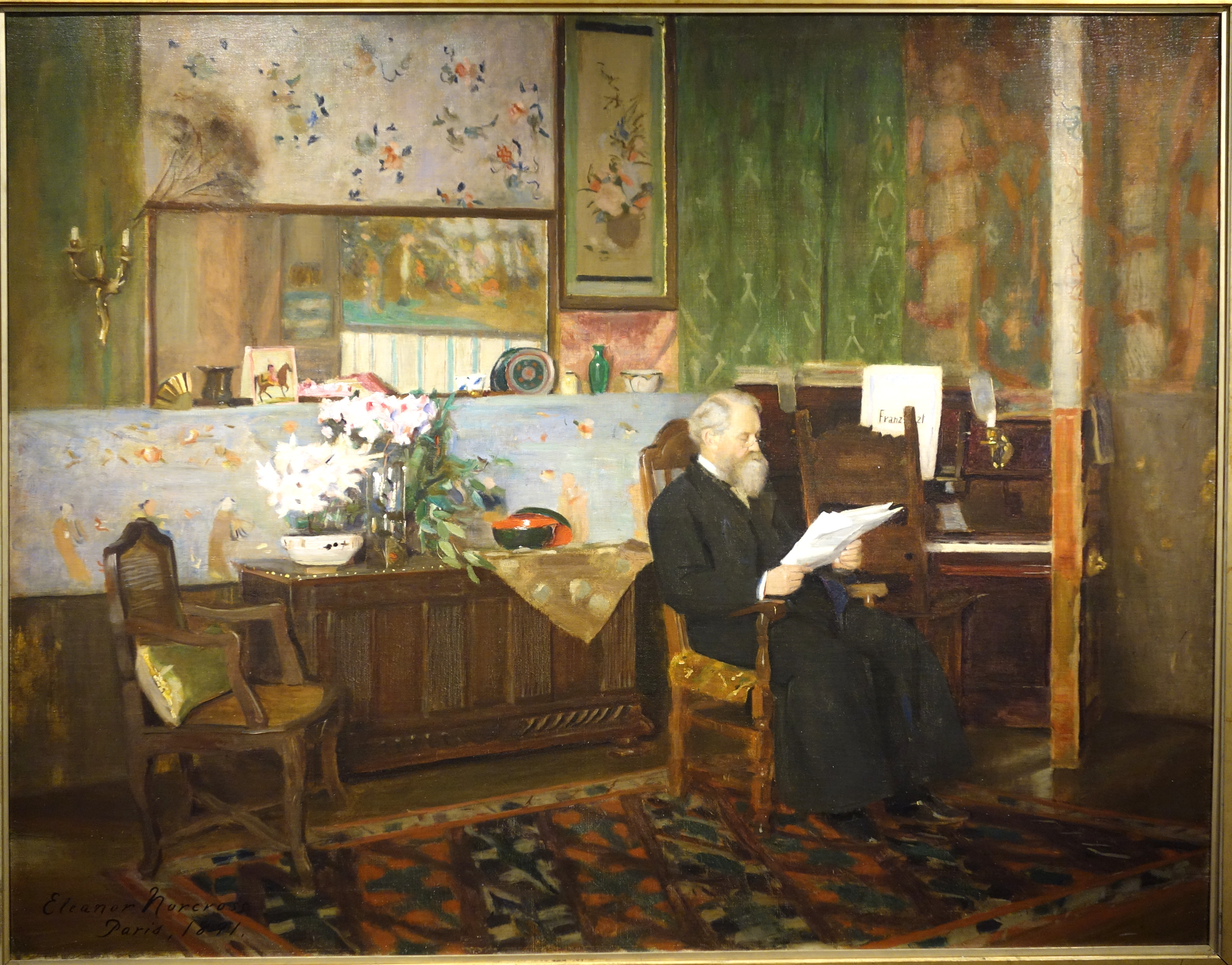
My Studio, Eleanor Norcross, 1891, huile sur toile, Fitchburg Art Museum, Massachusetts.
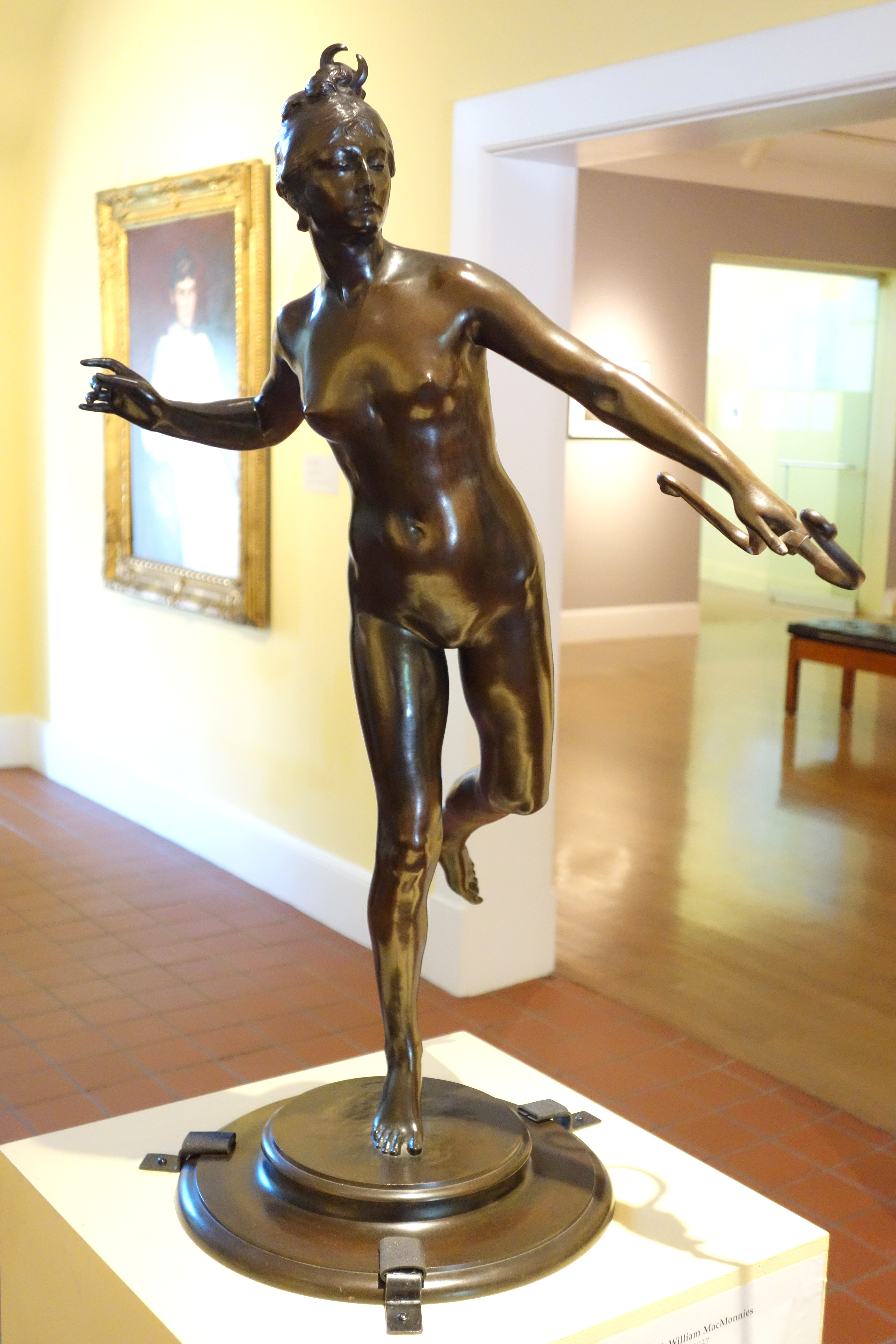
Diana par Frederick William MacMonnies, vue frontale, vers 1890, bronze
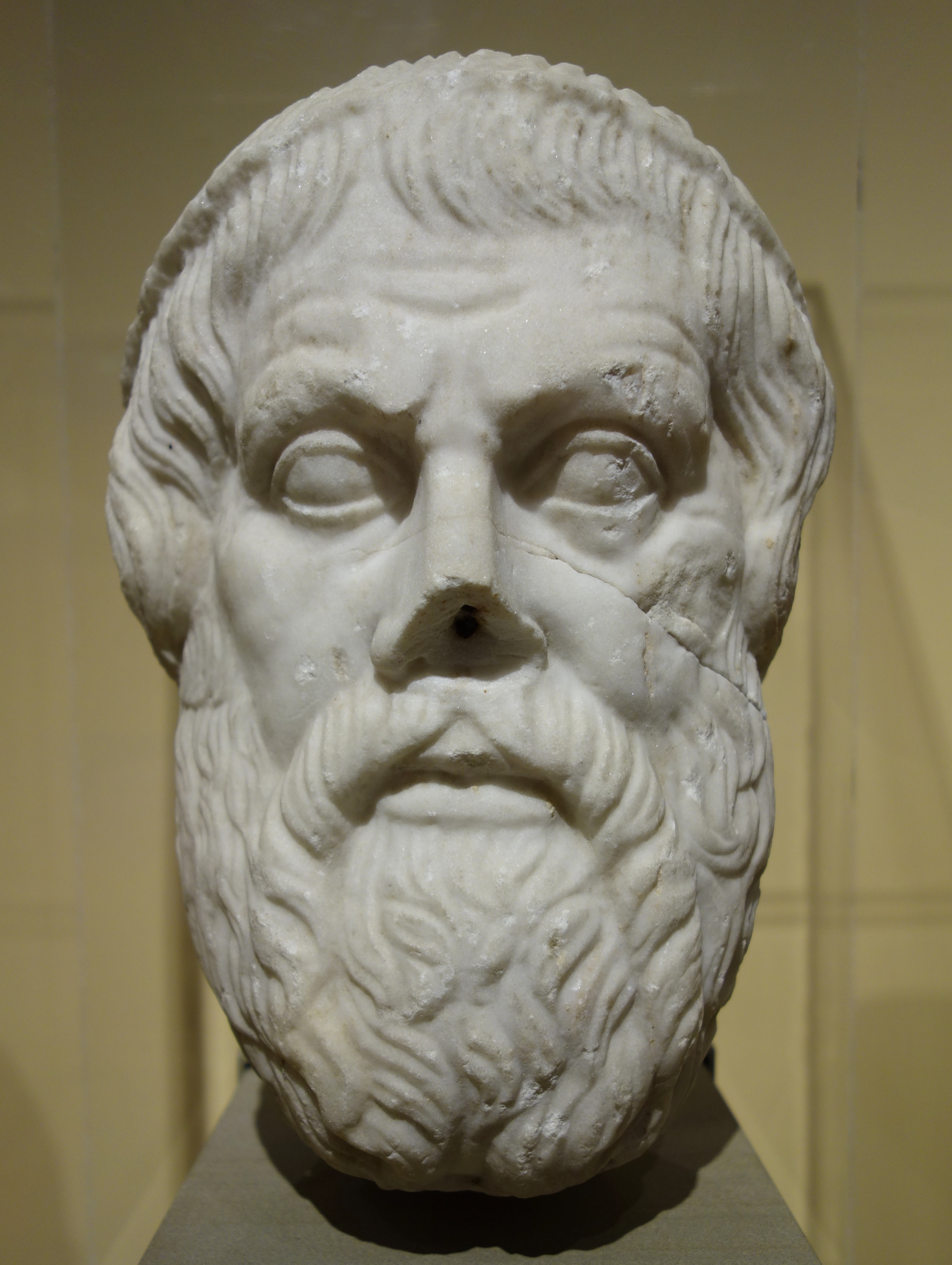
Tête de Sophocle, Copie romaine de l'original grec, marbre - Fitchburg Art Museum
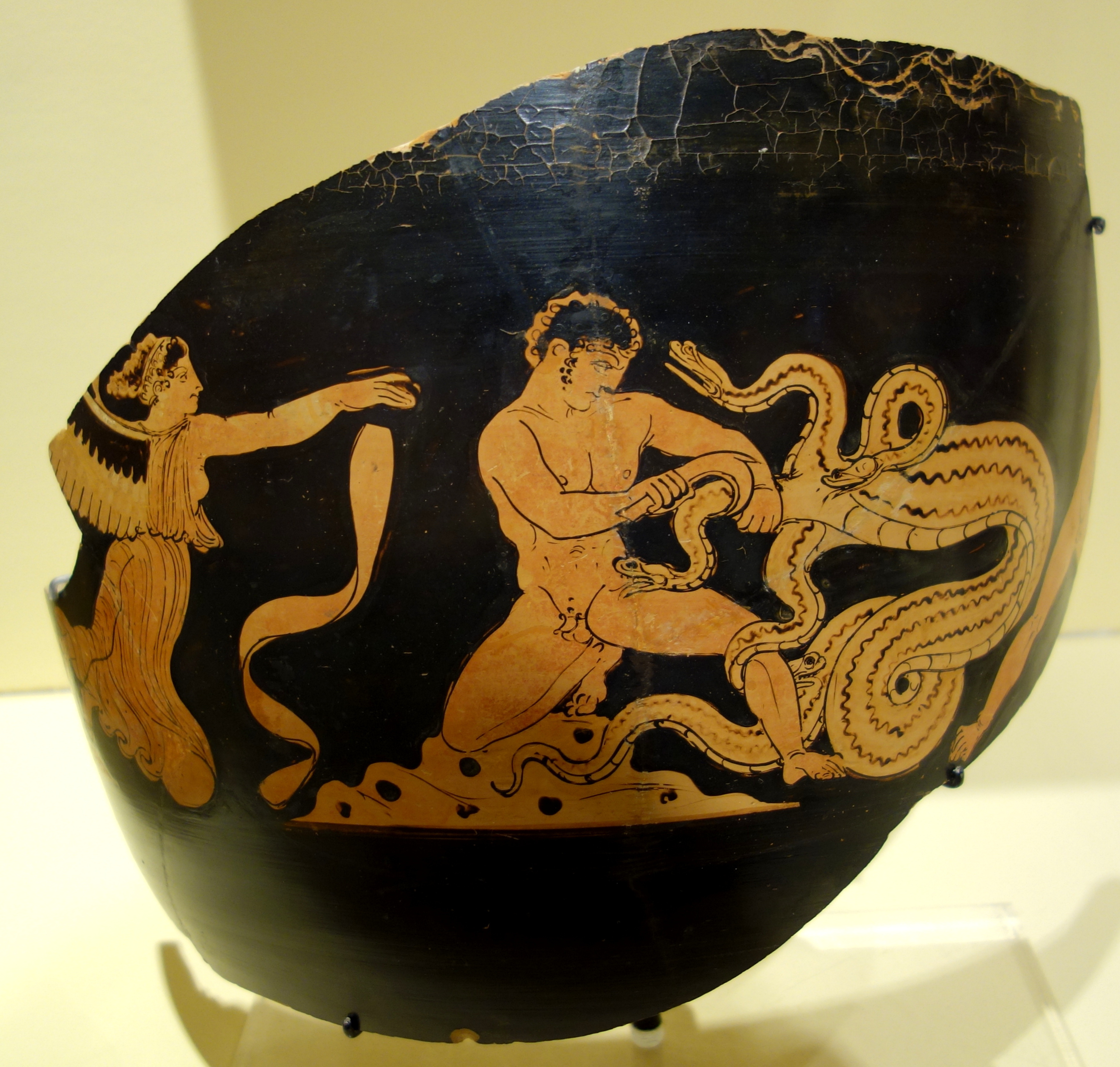
Pot fragmentaire avec une scène d'Héraclès terrassant l'Hydre de Lerne, Italie du Sud, 375-340 av. J.-C., céramique - Fitchburg Art Museum
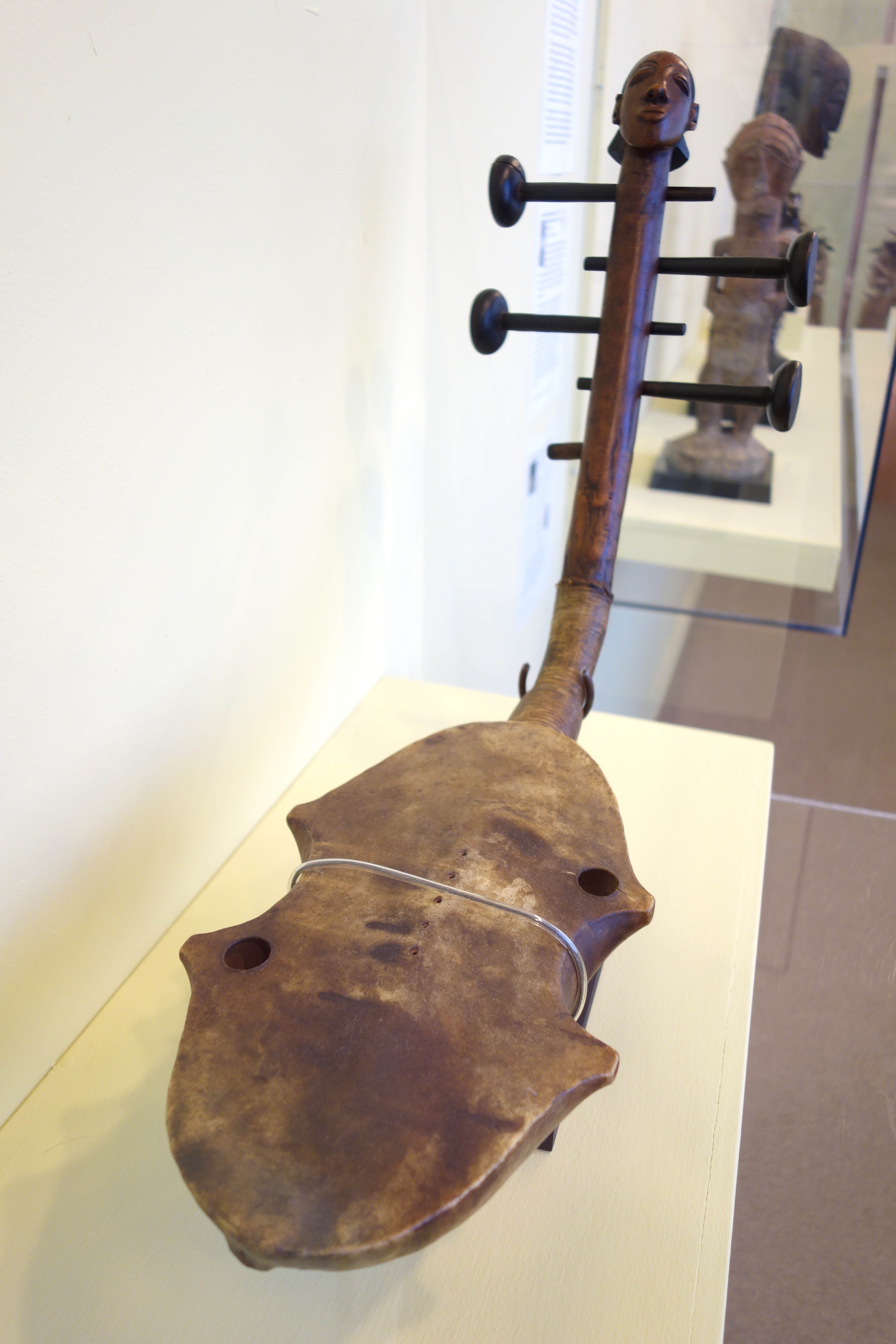
Harpe, peut-être du peuple Zande, RD Congo, bois, cuir, fibre - Fitchburg Art Museum